# جاك دورغان
جاك دورغان (بالإنجليزية: Jack Dorgan)‏ هو لاعب كرة قدم أسترالية أسترالي، ولد في 8 نوفمبر 1926، وتوفي في 2 سبتمبر 2001.

## وصلات خارجية
- جاك دورغان على موقع AustralianFootball.com (الإنجليزية)
- جاك دورغان على موقع AFLtables.com (الإنجليزية)